# ديفيد دور
ديفيد دور هو متزلج فني كندي، ولد في 9 أغسطس 1940 في إيست يورك ‏ في كندا، وتوفي في 6 أبريل 2016 في أوتاوا في كندا.

## روابط خارجية
- ديفيد دور على موقع أوليمبيديا (الإنجليزية)
- ديفيد دور على موقع قاعة كندا للمشاهير الرياضية (الإنجليزية)